# Sellers (Carolina del Sur)
Sellers es un pueblo ubicado en el condado de Marion en el estado estadounidense de Carolina del Sur. La localidad en el año 2000 tiene una población de 277 habitantes en una superficie de 1.8 km², con una densidad poblacional de 277 personas por km². 

## Geografía
Sellers se encuentra ubicado en las coordenadas 34°13′58″N 79°8′55″O / 34.23278, -79.14861. Según la Oficina del Censo, la localidad tiene un área total de 1,8 km² (0,7 mi²), de la cual 1,8 km² (0,7 mi²) es tierra y 0 km² (0 mi²) (0.0%) es agua.

## Demografía
En el 2000 la renta per cápita promedia del hogar era de $14.688, y el ingreso promedio para una familia era de $16.964. El ingreso per cápita para la localidad era de $6.325. En 2000 los hombres tenían un ingreso per cápita de $19.531 contra $13.125 para las mujeres. Alrededor del 5.0% de la población estaba bajo el umbral de pobreza nacional. 

### Localidades adyacentes
El siguiente diagrama muestra a las localidades en un radio de 28 kilómetros (17,4 mi) de Sellers.